# Vesennie chlopoty
Vesennie chlopoty (Весенние хлопоты) è un film del 1964 diretto da Jan Borisovič Frid.